# Dvojno povečana tristrana prizma
| Dvojno povečana tristrana prizma | Dvojno povečana tristrana prizma |
| -------------------------------- | -------------------------------- |
|                                  |                                  |
| Vrsta                            | Johnsonovo telo J49-J50-J51      |
| Stranske ploskve                 | 3x2+4 trikotniki 1 kvadrat       |
| Oglišča                          | 8                                |
| Robovi                           | 17                               |
| Konfiguracija oglišča            | 2(35) 2(34) 4(33.4)              |
| Grupa simetrije                  | C2v                              |
| Dualni polieder                  | -                                |
| Lastnosti                        | konveksna                        |
| Slika oglišč                     |                                  |

Dvojno povečana tristrana prizma je eno izmed Johnsonovih teles (J50). Kot že ime nakazuje jo dobimo tako, da povečamo tristrano prizmo s kvadratno piramido (J1), ki jo prilepimo na ekvatorialni stranski ploskvi.
Podobna je povečani tristrani prizmi (J49) in trojno povečani tristrani prizmi (J51).
V letu 1966 je Norman Johnson (rojen 1930) opisal in imenoval 92 Johnsonovih teles.